# Meeri
Meeri är en ort i Estland. Den ligger i Nõo kommun och landskapet Tartumaa, i den södra delen av landet, 160 km sydost om huvudstaden Tallinn. Meeri ligger 50 meter över havet och antalet invånare är 249.
Terrängen runt Meeri är platt. Runt Meeri är det glesbefolkat, med 18 invånare per kvadratkilometer. Närmaste större samhälle är Dorpat, 18,3 km nordost om Meeri. Omgivningarna runt Meeri är en mosaik av jordbruksmark och naturlig växtlighet.